# Palma Sola
Palma Sola este un oraș în Santa Catarina (SC), Brazilia.